# Georgie Hartigan
Georgie Hartigan (* 1. März 1996) ist eine britisch-irische Leichtathletin, die sich auf den Mittelstreckenlauf fokussiert hat und seit Januar 2020 für Irland startberechtigt ist.

## Sportliche Laufbahn
Erste internationale Erfahrungen sammelte Georgie Hartigan im Jahr 2021, als sie bei den Halleneuropameisterschaften in Toruń mit 2:04,74 min in der Vorrunde im 800-Meter-Lauf ausschied. Im Jahr darauf gelangte sie bei den Crosslauf-Europameisterschaften 2022 in Turin mit 17:56 min auf den neunten Platz mit der irischen Mixed-Staffel.
2022 wurde Hartigan irische Hallenmeisterin im 1500-Meter-Lauf.

## Persönliche Bestzeiten
- 800 Meter: 2:00,18 min, 29. Mai 2021 in Belfast
  - 800 Meter (Halle): 2:01,48 min, 21. Februar 2021 in Dublin
  - 1000 Meter (Halle): 2:40,01 min, 19. Februar 2022 in Birmingham (irischer Rekord)
- 1500 Meter: 4:09,87 min, 30. April 2022 in Philadelphia
  - 1500 Meter (Halle): 4:14,06 min, 22. Januar 2022 in Manchester
- Meile: 4:31,24 min, 14. Mai 2022 in London